# 微软配件
微软配件，是微软内进行设计和批量生产计算机配件的一个部门。还为适用于Microsoft Windows及其他产品的配件编写驱动程序。

## 活跃中产品
- Microsoft Mouse
- Microsoft Keyboard
- Xbox游戏控制器
- Microsoft LifeCam（英语：Microsoft LifeCam）：摄像头
- Microsoft LifeChat（英语：Microsoft LifeChat）：头戴式耳机
- 微软无线显示适配器

## 已中止产品
- ActiMates（英语：ActiMates）：玩具
- Digital Sound System 80（英语：Digital Sound System 80）: 扬声器
- Microsoft Broadband Networking（英语：Microsoft Broadband Networking）
- Microsoft Cordless Phone System（英语：Microsoft Cordless Phone System）
- Microsoft Fingerprint Reader（英语：Microsoft Fingerprint Reader）
- Microsoft Response Point（英语：Microsoft Response Point）：用户交换机系统
- Microsoft RoundTable（英语：Microsoft RoundTable）：视频会议设备
- Microsoft SideWinder（英语：Microsoft SideWinder）：游戏控制器
- Zune：便携式媒体播放器

## 额外链接
- www.microsoft.com/accessories/en-us 官方网站